# Покрстица
Покрстица је облик шивења и популаран облик веза са бројаним нитима у коме се шавови у облику слова X, у облику растерског узорка користе за формирање слике. Везиља броји нити на комаду тканине једнаких уздужних и попречних нити (попут лана) у сваком смеру тако да су крстићи уједначене величине и изгледа. Овај облик покрстице назива се и бројана покрстица како би се разликовао од других облика укрштања. Понекад се укрштање врши на цртежима одштампаним на тканини (штампана покрстица); везиља једноставно шије преко штампаног узорка. Укрштање се често изводи на лако избројивој тканини званој аида тканина (Јава канвас) чије ткање ствара јасно видљиву мрежу квадрата са рупама за иглу на сваком углу.
Тканине које се користе за вез покрстице укључују лан, аида тканине и тканине са мешовитим садржајем које имају „уједначено ткање“, попут јобелана. Све тканине за покрстице технички су „једнако ткане“ јер се израз односи на чињеницу да је тканина ткана тако би се осигурало да постоји исти број нити по инчу и у основи и у потки (тј. вертикално и хоризонтално). Тканине су категорисане по нитима по инчу, а могу се кретати од 11 до 40.
Бројане покрстице се раде по шеми и могу се користити на било којој тканини чије се нити могу бројати; врста тканине и број нити по боду одређују величину готовог шава. Ако се користе и укрштају 2 нити преко 2 нити тканине називају се "2 преко 2" или "1 преко 1" (1 нит за вез се укршта преко 1 нити квадрата). Постоје различити начини укрштања.

## Историја
Покрстица је најстарији облик везења и може се наћи у целом свету од средњег века. Многи народни музеји приказују примере одеће украшене покрстицом, посебно из континенталне Европе и Азије.
Често су мотиви и иницијали били ушивени на кућним предметима ради идентификације власника или једноставно за украшавање иначе обичног платна. Најстарији познати узорак покрстица направљен у Сједињеним Државама тренутно се налази у Пилгрим Холу у Плимуту, Масачусетс. Направила га је Лоара Стандиш, кћерка капетана Милеса Стандиша и пионира Левиатан бода, око 1653.
Традиционално, покрстица је коришћена да улепша ставке као што су постељина у домаћинству, столњаци, кухињске крпе, и шустикле. Иако постоје многе везиље које га и даље користе на овај начин, сада је све популарније радити узорак на комадима тканине и обесити их на зид ради украшавања. Такође се често користи за израду честитки, јастука или као уметци за поклопце кутија, подметаче и корице.
Разнобојни узорци слични сликама какви их данас познајемо прилично су модеран развој који произлази из сличних узорака берлинских вунених радова средином деветнаестог века. Осим дизајна створених изричито за покрстице, постоје софтверски програми који претварају фотографију или ликовну слику у графикон погодан за покрстице. Један пример овога је  репродукција Сикстинске капеле коју је нацртала и сашила Јоана Лопијановски-Робертс. 
Постоји много „цехова“ и група за везење покрстицом широм Сједињених Држава и Европе који нуде часове, сарађују на великим пројектима, везу у добротворне сврхе и пружају друге начине локалним везиљама да се међусобно упознају. Локалне продавнице ручних радова у приватном власништву често имају ноћи веза у својим радњама или угошћују викенд окупљања.
Данас је памучни конац најчешћи конац за вез. То је конац од мерцеризованог памука, састављен од шест нити које су само лабаво увијене заједно и лако се одвајају. Иако постоје и други произвођачи, два најчешће коришћена (и најстарија) бренда су ДМЦ и Anchor , од којих су оба производила конац за вез од 1800-их. 
Други материјали који се користе су бисерни памук, дански цветни конац, свила и вискоза. Такође се користе различите вунене нити, металне нити или друге нити, понекад за цело дело, или често за украсе. Неки конци такође имају више од једне боје по нити, што у правом пројекту ствара невероватне резултате.
Покрстица се широко користи у традиционалном палестинском везу.

## Сродни шавови и облици веза
Постоји много различитих врст покрстица.

## Најновији трендови у вези са покрстицом
Покрстица последњих година постаје све популарнија међу млађом генерацијом Европе. Трговци на мало као што је Џон Луис доживели су раст продаје галантеријских производа од 17% између 2009. и 2010.  Хобикрафт, ланац продавница које продају занатске потрепштине, такође је уживао у порасту продаје од 11% током године до 22. фебруара 2009. 
Плетење и везење покрстицом постали су популарнији хобији за млађе тржиште, за разлику од традиционалне репутације хобија за пензионере. Шивачке и занатске групе поново су васкрсле идеју о традиционалном занатском клубу. На Сајму одеће уживо 2010. било је ново подручје под називом "Скнич" које промовише модерно шивење, плетење и вез.
Одступајући од традиционалних дизајна повезаних са везом покрстицом, постоји тренутни тренд за постмодернији дизајн са ретро сликама или савременим изрекама. Повезан је са концептом познатим као „субверзивна покрстица“, који укључује ризичније дизајне, често стапајући традиционални стил узорковања са изрекама које су дизајниране да шокирају или буду нескладне са старомодном сликом покрстица.
Традиционално се верује да је везење покрстицом женски занат. Али у последње време има мушкараца који су такође посвећени овоме.

## Покрстица и феминизам
У 21. веку нагласак на феминистичком дизајну појавио се унутар заједница покрстица. Доступне су збирке узорака са феминистичким темама, и много више феминистичких узорака на online мрежи. Неке везиље су коментарисале начин на који их везење везује за жене које су то практиковале пре њих. Постоји притисак да се сваки вез, укључујући и везење покрстицом, поштује као значајна уметничка форма.

## Покрстица и рачунари
Развој рачунарске технологије такође је утицао на тако наизглед конзервативан занат као што је везење покрстицом. Уз помоћ алгоритама за рачунарску визуализацију, сада је могуће креирати дизајне веза помоћу фотографије или било које друге слике. Визуелизација користи цртеж на графичкој мрежи који представља боје и/или симболе, што даје кориснику назнаку о могућој употреби боја, положају тих боја и врсти покрстице који се користи.
Све популарнија активност за везење покрстицом је гледање и прављење YouTube видео записа са детаљима о овом хобију. 

## Галерија
- Основна покрстица
- Издужена покрстица
- Дупла покрстица
- Италијанска покрстица
- Покрстица "корпа"
- Покрстица "лист"
- Покрстица "харинга"
- Покрстица "харинга"
- Покрстица "харинга"
- Црногорска покрстица
- Покрстица "трн"
- Trellis покрстица
- Van Dyke покрстица